# Лесные горлицы
Лесные горлицы (лат. Turtur) — род птиц семейства голубиных.
Распространены в Африке южнее Сахары. Самый мелкий представитель рода — бронзовопятнистая лесная горлица, которая достигает всего 20 сантиметров в длину. Самый крупный вид — сизоголовая лесная горлица, с длиной тела 25 сантиметров.

## Виды
В состав рода включают 5 видов:
- Turtur abyssinicus — черноклювая лесная горлица
- Turtur afer — стальнопятнистая лесная горлица
- Turtur brehmeri — сизоголовая лесная горлица
- Turtur chalcospilos — бронзовопятнистая лесная горлица
- Turtur tympanistria — белогрудая лесная горлица

## Иллюстрации

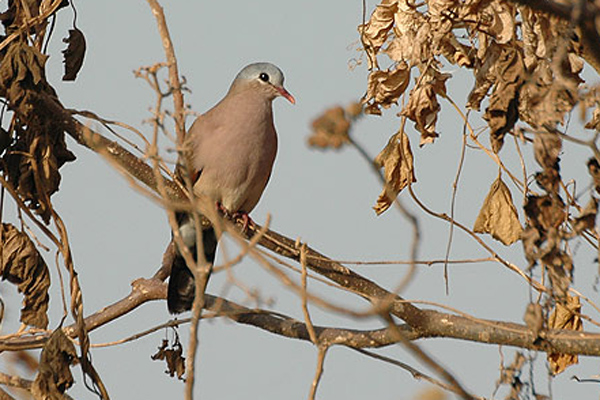
стальнопятнистая лесная горлица
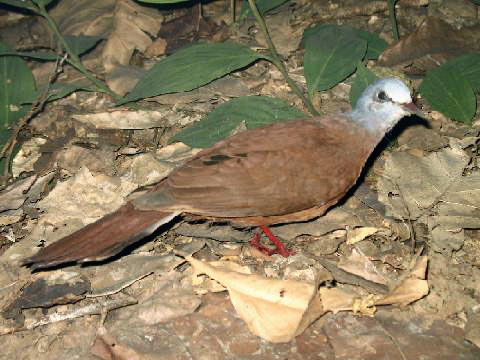
сизоголовая лесная горлица
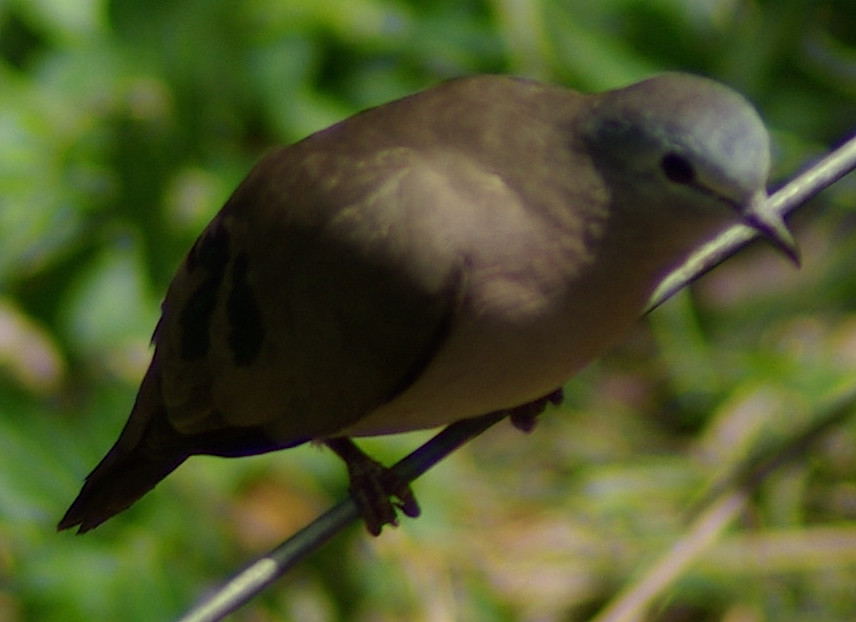
бронзовопятнистая лесная горлица